# Païsios II de Constantinople

Païsios II de Constantinople (en grec : Παΐσιος Β΄) fut quatre fois patriarche de Constantinople :
- du 20 novembre 1726 à mi-septembre 1732 ;
- de août 1740 à mi-mai 1743 ;
- de mars 1744 au 28 septembre 1748 ;
- de fin mai / début juin 1751 au début septembre 1752.